# Tujia (volk)
De Tujia zijn met een bevolking van ongeveer 8 miljoen de op vijf na grootste etnische minderheid in China. Ze leven voornamelijk in het Wuling-gebergte.

## Oorsprong van de Tujia
Er zijn verschillende theorieën over de herkomst van de Tujia. Hun geschiedenis gaat terug tot in de twaalfde eeuw of vindt zelfs mogelijk haar oorsprong in Ba, een oude staat op de plaats van de huidige stadsprovincie Chongqing, zo'n 2500 jaar geleden. Het Ba-koninkrijk bereikte zijn hoogtepunt tussen 600 en 400 v.Chr., maar werd verwoest door de Qin in 316 v.Chr. Hierna werd er over de Tujia gesproken in verschillende benamingen. Pas vanaf 1300 n.Chr. werden ze beschreven als de Tujia.

## Tegenwoordig
Sinds 1957 worden de Tujia erkend als een officiële etnische minderheid in China. Een deel van de Tuijia spreekt nog de oorspronkelijke taal, het Tujia. Er zijn tegenwoordig nog maar 70.000 sprekers van het Tujia, die bijna allen leven in het noordelijk deel van de autonome prefectuur Xiangxi Tujia-Miao in Noordwest-Hunan. De meerderheid van de Tujia spreekt overigens Zuidwest-Mandarijn.
Achang · Akha · Bai · Baima · Blang (Bulong) · Bonan · Buyi · Dai · Daur · De'ang · Dong · Dongxiang · Drung · Evenken · Gaoshan (Taiwanese aboriginals) · Gelao · Gin (Vietnamezen) · Han · Hani · Hlai (Li) · Hui · Jingpo · Jino · Kazachen · Kirgiezen · Koreanen · Lahu · Lhoba · Lisu · Mantsjoes · Maonan · Miao (Hmong) · Mongolen · Monpa (Menba) · Mulam (Mulao) · Nanai (Hezhe) · Naxi · Nu · Oeigoeren · Oezbeken · Oroqen · Pumi · Qiang · Russen · Salar · She · Sui · Tadzjieken · Tataren · Tibetanen (Zang) · Tu · Tujia · Wa (Va) · Yao · Yi · Yugur · Xibe · Zhuang